# Kupferblech

Ein kleines Stück Kupferblech

Kupferblech ist ein durch Walzen hergestellter Werkstoff. Er findet Verwendung beim Decken von Dachflächen, Dachentwässerungen oder für Dachklempnerarbeiten. Aus Kupferblech können Dachrinnen und Fallrohre hergestellt werden, aber auch Wetterhähne und Abdichtungen. Kupferbleche sind aufgrund ihrer Langlebigkeit von über 200 Jahren bei Bauherren und Architekten sehr beliebt.
Das metallblanke Kupfer bildet an trockener Luft innerhalb weniger Stunden einen Oxidfilm aus Kupfer(I)-oxid, der mit dem bloßen Auge noch nicht wahrnehmbar ist. Dieser Film stabilisiert die Oberfläche des Kupfers bereits merklich gegenüber den Einwirkungen der Atmosphäre. Die langsame Weiterbildung der Oxidschicht infolge Reaktion des Kupfers mit Feuchtigkeit, Luftsauerstoff und aggressiven Luftinhaltstoffen lässt allmählich eine gleichmäßige Braunfärbung entstehen; die Oberfläche des Kupfers verliert dabei zunehmend den metallischen Glanz. Das Braun wird immer dunkler und geht im Laufe der Zeit in anthrazitbraun über. Dies ist im Allgemeinen der farbliche Endzustand an senkrechten Gebäudeflächen, wie Außenwandbekleidungen.
Bei geneigten Dachflächen verändert sich die Schutzschicht farblich weiter, bis das kupfertypische Patinagrün erreicht ist. Die Ursache für diese Weiterentwicklung ist die längere Verweilzeit von Niederschlägen auf geneigten Dachflächen und die damit verbundene verstärkte Bildung basischer Kupferverbindungen.
Dabei handelt es sich nicht um den so genannten Grünspan, der ausschließlich in Verbindung mit Essigsäure entsteht, die in der Atmosphäre nicht vorkommt. Grünspan wäre zudem wasserlöslich und könnte daher die schützende Funktion der Schutzschicht nicht übernehmen.
Durch die gute Wärmeleitfähigkeit wurden dicke Kupferbleche früher zu Pfannen und Töpfen verarbeitet.
Noch heute werden Kupferleitungen und große Kupfergefäße in Destillerien, Brauereien und für die Käseherstellung im großen Stil eingesetzt.
Wenn man ein Kupfer- und ein Zinkblech in eine milde Säure (zum Beispiel Zitronensäure) taucht, so erhält man ein galvanisches Element, welches genau 1 Volt Spannung erzeugt.